# Palau na Letnich Igrzyskach Olimpijskich 2016
Palau na Letnich Igrzyskach Olimpijskich 2016 w Rio de Janeiro reprezentowało 5 zawodników. Był to 5. start reprezentacji Palau na letnich igrzyskach olimpijskich.

## Reprezentanci

### Kajakarstwo

#### Kajakarstwo klasyczne
| Zawodnik         | Konkurencja      | Eliminacje | Eliminacje | Półfinały | Półfinały | Finał A/B | Finał A/B |
| Zawodnik         | Konkurencja      | Czas       | Pozycja    | Czas      | Pozycja   | Czas      | Pozycja   |
| ---------------- | ---------------- | ---------- | ---------- | --------- | --------- | --------- | --------- |
| Marina Toribiong | K-1 200 m kobiet | 48,913     | 6.         | 48,306    | 8.        | NQ        | NQ        |
| Marina Toribiong | K-1 500 m kobiet | 2:14,807   | 7.         | NQ        | NQ        | NQ        | NQ        |

### Lekkoatletyka
| Konkurencja            | Zawodniczka    | Runda 1  | Runda 1 | Runda 2  | Runda 2 | Półfinał | Półfinał | Finał    | Finał   |
| Konkurencja            | Zawodniczka    | Rezultat | Pozycja | Rezultat | Pozycja | Rezultat | Pozycja  | Rezultat | Pozycja |
| ---------------------- | -------------- | -------- | ------- | -------- | ------- | -------- | -------- | -------- | ------- |
| Bieg na 100 m mężczyzn | Rodman Teltull | 10,53    | 1.      | 10,64    | 8.      | NQ       | NQ       | NQ       | NQ      |

### Pływanie
| Zawodniczka             | Konkurencja                | Eliminacje | Eliminacje | Półfinał | Półfinał | Finał | Finał   |
| Zawodniczka             | Konkurencja                | Czas       | Miejsce    | Czas     | Miejsce  | Czas  | Miejsce |
| ----------------------- | -------------------------- | ---------- | ---------- | -------- | -------- | ----- | ------- |
| Shawn Dingilius-Wallace | 50 m st. dowolnym mężczyzn | 26,78      | 72.        | NQ       | NQ       | NQ    | NQ      |
| Dirngulbai Misech       | 50 m st. dowolnym kobiet   | 29,19      | 65.        | NQ       | NQ       | NQ    | NQ      |

### Zapasy
| Zawodnik                 | Konkurencja | Kwalifikacje     | 1/8                 | Ćwierćfinał      | Półfinał         | Repasaż 1        | Repasaż 2        | Finał            | Pozycja |
| Zawodnik                 | Konkurencja | Przeciwnik Wynik | Przeciwnik Wynik    | Przeciwnik Wynik | Przeciwnik Wynik | Przeciwnik Wynik | Przeciwnik Wynik | Przeciwnik Wynik | Pozycja |
| ------------------------ | ----------- | ---------------- | ------------------- | ---------------- | ---------------- | ---------------- | ---------------- | ---------------- | ------- |
| Florian Skilang Temengil | -125 kg     | BYE              | Dániel Ligeti P 0:4 | NQ               | NQ               | NQ               | NQ               | NQ               | 19.     |